# Konstantinos Kabasilas
Konstantinos Kabasilas (mittelgriechisch Κωνσταντῖνος Καβάσιλας,  vor 1235–nach 1259) war ein byzantinischer Kleriker in der Mitte des 13. Jahrhunderts. Vor 1235 war er Erzbischof von Strumica und wurde dann  Metropolit von Dyrrhachium. In den 1250er Jahren wurde er zum Erzbischof von Ohrid ernannt.
Er war der Bruder von Johannes Kabasilas, einem Beamten am Hof des Despoten von Epirus, Michael II. Komnenos Doukas, und von Theodoros Kabasilas, einem weiteren Unterstützer von Michael II. Aufgrund dieser engen Verbindung kam er beim Kaiser von Nikaia Theodor II. unter Verdacht und wurde bis 1259 inhaftiert. Michael VIII. Palaiologos setzte ihn wieder in Freiheit und erlaubte ihm, auf seinen Bischofssitz zurückzukehren.